# Neodactylota basilica
Neodactylota basilica är en fjärilsart som beskrevs av Ronald W. Hodges 1966. Neodactylota basilica ingår i släktet Neodactylota och familjen stävmalar. Inga underarter finns listade i Catalogue of Life.